# Mattenmühle (Treuchtlingen)

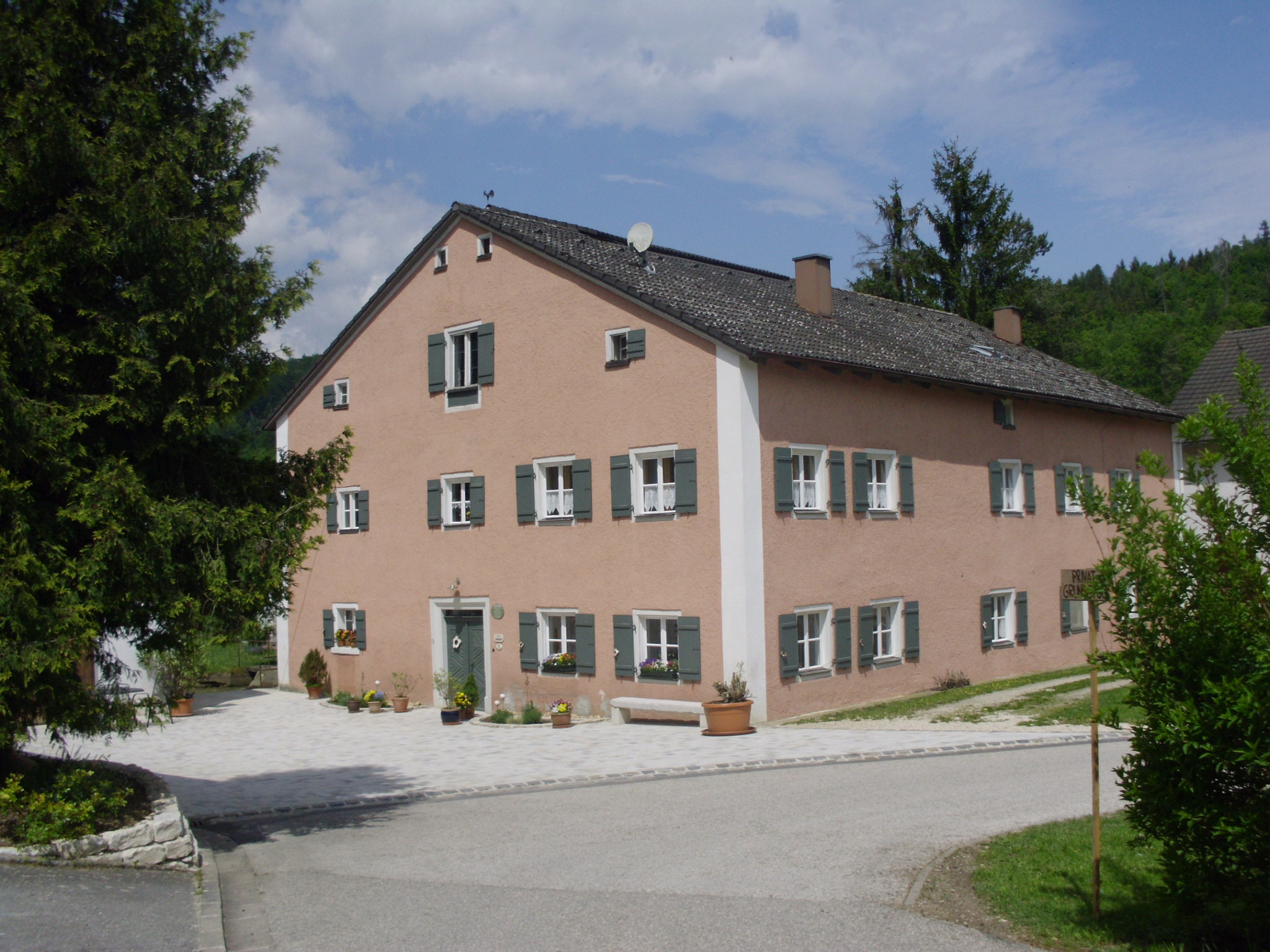
Das Mühlengebäude

Mattenmühle ist ein Gemeindeteil der Stadt Treuchtlingen im Landkreis Weißenburg-Gunzenhausen (Mittelfranken, Bayern). Mattenmühle liegt in der Gemarkung Haag bei Treuchtlingen.

## Lage
Die Einöde liegt im Tal des der Altmühl rechts zufließenden Möhrenbachs im Hahnenkamm in der Südlichen Frankenalb auf 420 m ü. NHN zwischen der Fuchsmühle und der Schürmühle, die ebenfalls Gemeindeteile von Treuchtlingen sind. Östlich der Mühle führt die von der Staatsstraße 2217 abzweigende Gemeindeverbindungsstraße nach Rehlingen, einem Gemeindeteil von Langenaltheim, wo sie wieder in die Staatsstraße 2217 einmündet. Südlich der Mühle verläuft die Bahnstrecke Donauwörth–Treuchtlingen.

## Ortsnamendeutung
Die Mühle ist eventuell nach dem Vornamen Mathes o. ä. eines Besitzers benannt.

## Geschichte
Spätestens seit dem 14. Jahrhundert war die Mühle im Besitz der Abtei St. Walburg der Benediktinerinnen in Eichstätt: Im ältesten Klostersalbuch von 1360 ist sie als „Mühle des Brunitzermüllner an der Mern“ aufgeführt. Im 15. Jahrhundert ist von der Mühle als „Steigmüll a. d. Meren“ (Steig von Treuchtlingen nach Haag und Rehlingen) und im 17. Jahrhundert von der „Prenneisenmül“ die Rede. 1654 sitzt ein Jörg Wahlmüller auf der „Matdmül“, womit sich die heutige gängige Bezeichnung andeutet. In einem Beleg von 1667 heißt es allerdings wieder, dass die „Brenneisenmühl“ ans ansbachisch-markgräfliche Verwalteramt Treuchtlingen wohl für die Vogtei Abgaben zu leisten hat. In späteren Belegen heißt die Mühle wechselweise „Mattenmühle“ oder „Brenneisenmühle“; auf ihr sitzt 1730 ein Johann Oßwaldt. Noch am Ende des Heiligen Römischen Reiches führt das Kloster St. Walburg die Mühle in seinen Besitzlisten; die Vogtei war ein Recht des seit 1791/91 preußischen, ehemals brandenburg-ansbachischen Verwalteramtes Treuchtlingen, die hohe Gerichtsbarkeit hatte die Herrschaft Pappenheim inne.
Mit dem ehemaligen ansbachischen Fürstentum kam die Mühle 1805/06 an das Königreich Bayern und dort 1808 zum Steuerdistrikt Treuchtlingen im Landgericht Heidenheim. Als 1818 die Gemeinde Treuchtlingen gebildet wurde, gehörte wiederum die Mattenmühle dazu. 1857 kam sie zur Gemeinde Haag, die gleichzeitig mit dem Markt Treuchtlingen dem Landgericht Pappenheim und dem Rentamt Weißenburg zugeordnet wurde; 1862 wurde das Bezirksamt Weißenburg gebildet, das 1939 zum Landkreis umgestaltet wurde. Im Zuge der Gebietsreform in Bayern wurde die Gemeinde Haag „bei Treuchtlingen“ (Namenszusatz seit 1927) am 1. Januar 1972 nach Treuchtlingen eingemeindet. Ein kleinerer Teil dieser Gemeinde kam zu Langenaltheim.
1910 wurde der Sägebetrieb der Mühle eingestellt; die Getreidemühle wird nur noch für den Eigenbedarf genutzt. Im Nebenerwerb wird Landwirtschaft betrieben.
Das Mühl- und Bauernhaus, ein zweigeschossiger Satteldachbau in Jura-Bauweise mit Kniestock, aus dem 18./19. Jahrhundert stammend, und das Nebenhaus mit Scheune, ein erdgeschossiger Satteldachbau mit Kniestock, sind in die Bayerische Denkmalliste eingetragen.

### Einwohnerzahlen
- 1818: 07 Einwohner[8]
- 1824: 07 Einwohner[8]
- 1861: 02 Einwohner, 1 Gebäude[14]
- 1950: 14 Einwohner, 2 Anwesen[8]
- 1961: 06 Einwohner, 1 Wohngebäude[15]
- 1987: 05 Einwohner[1]